# San Sebastián de los Ballesteros
San Sebastián de los Ballesteros ist eine Gemeinde mit 854 Einwohnern (Stand: 2024) in der Provinz Córdoba in Andalusien.

## Geographie
Die Gemeinde grenzt an La Carlota, La Rambla und La Victoria.

## Geschichte
Die Gemeinde wurde unter der Leitung des aufgeklärten Pablo de Olavide gegründet und hatte ab 1767 eine mitteleuropäische Bevölkerung. Die vom Staat aufgrund des Interesses von König Karl III. finanzierte Kolonisierung sollte die Landwirtschaft und die Industrie in einem unbesiedelten und von Banditen bedrohten Gebiet fördern, um die Sicherheit der königlichen Straße, die Madrid mit Cádiz verband, zu erhöhen. Die Gemeinde gehörte anfangs verwaltungstechnisch zu La Carlota, das zusammen mit anderen Gemeinden ebenfalls zu diesem Anlass gegründet wurde. 

## Persönlichkeiten
- Alfonso Pedraza (* 1996), Fußballspieler